# Copa CAF
La Copa CAF fue una competición africana de fútbol organizada por la CAF que contaba con la participación de los equipos subcampeones de cada torneo de liga de fútbol de los miembros afiliados a la CAF y que se jugaba paralelo a los torneos Copa Africana de Clubes Campeones y la Recopa Africana.

## Formato
Solo los clubes subcampeones de cada liga podían participar en el torneo siempre y cuando no hayan clasificado para la Recopa Africana, ya que en ese caso, su lugar lo tomaría el club ubicado en el tercer lugar del torneo de liga.
Todas las rondas se jugaban bajo un sistema de eliminación directa a dos partidos, incluyendo la final. En caso de empatar en el marcador global, se desempataba con la regla del gol de visitante, y de haber empate en ambos partidos por idéntico marcador, se jugaban tiempos extras, y de persistir el empate, se lanzaban tiros desde el punto penal.

## Historia
El torneo fue fundado en el año 1992 de una forma similar a la Copa de la UEFA, bautizado por Moshood Abiola (fundador del club Abiola Babes), un empresario nigeriano, publicista y político que trabajaba como Director de Deportes en Nigeria.
El torneo fue idea del entonces presidente de la CAF, Issa Hayatou, dando iniciado el torneo justo después de jugarse la Copa Africana de Naciones 1992. 31 equipos participaron en la primera edición, teniendo como al primer campeón del torneo al Shooting Stars de Nigeria luego de vencer al Nakivubu Villa de Uganda en la final.
El último equipo en ser el campeón del torneo fue el Raja Casablanca de Marruecos en la edición del 2003 luego de vencer en la final al Cotonsport Garoua de Camerún, ya que para el año 2004 la Copa CAF se fusionó con la Recopa Africana para crear a la Copa Confederación de la CAF, tomando como ejemplo la Copa de la UEFA en Europa.

## Campeones
| Año  | Campeón                         | Resultado    | Subcampeón                   | Semifinalistas                | Semifinalistas                | Semifinalistas                | Semifinalistas                | Semifinalistas                | Semifinalistas                | Semifinalistas                | Semifinalistas                | Semifinalistas                | Semifinalistas                | Semifinalistas                       | Semifinalistas                       | Semifinalistas                       | Semifinalistas                       | Semifinalistas                       | Semifinalistas                       | Semifinalistas                       | Semifinalistas                       | Semifinalistas                       | Semifinalistas                       | Estadio de la final                                                               |
| ---- | ------------------------------- | ------------ | ---------------------------- | ----------------------------- | ----------------------------- | ----------------------------- | ----------------------------- | ----------------------------- | ----------------------------- | ----------------------------- | ----------------------------- | ----------------------------- | ----------------------------- | ------------------------------------ | ------------------------------------ | ------------------------------------ | ------------------------------------ | ------------------------------------ | ------------------------------------ | ------------------------------------ | ------------------------------------ | ------------------------------------ | ------------------------------------ | --------------------------------------------------------------------------------- |
| 1992 | Shooting Stars Nigeria          | 0–0 3–0      | Nakivubo Villa Uganda        | CA Bizertin Túnez             | CA Bizertin Túnez             | CA Bizertin Túnez             | CA Bizertin Túnez             | CA Bizertin Túnez             | CA Bizertin Túnez             | CA Bizertin Túnez             | CA Bizertin Túnez             | CA Bizertin Túnez             | CA Bizertin Túnez             | Ferroviário Maputo Mozambique        | Ferroviário Maputo Mozambique        | Ferroviário Maputo Mozambique        | Ferroviário Maputo Mozambique        | Ferroviário Maputo Mozambique        | Ferroviário Maputo Mozambique        | Ferroviário Maputo Mozambique        | Ferroviário Maputo Mozambique        | Ferroviário Maputo Mozambique        | Ferroviário Maputo Mozambique        | Estadio Nacional, Kampala Liberty Stadium, Ibadán                                 |
| 1993 | Stella d'Adjamé Costa de Marfil | 0–0 2–0      | Simba Tanzania               | Ethiopian Insurance Etiopía   | Ethiopian Insurance Etiopía   | Ethiopian Insurance Etiopía   | Ethiopian Insurance Etiopía   | Ethiopian Insurance Etiopía   | Ethiopian Insurance Etiopía   | Ethiopian Insurance Etiopía   | Ethiopian Insurance Etiopía   | Ethiopian Insurance Etiopía   | Ethiopian Insurance Etiopía   | Atlético Aviação Angola              | Atlético Aviação Angola              | Atlético Aviação Angola              | Atlético Aviação Angola              | Atlético Aviação Angola              | Atlético Aviação Angola              | Atlético Aviação Angola              | Atlético Aviação Angola              | Atlético Aviação Angola              | Atlético Aviação Angola              | Estadio Houphouët-Boigny, Abiyán Estadio Benjamin Mkapa, Dar es-Salaam            |
| 1994 | Bendel Insurance Nigeria        | 0–1 3–0      | Primeiro de Maio Angola      | Saint-Denis Reunión           | Saint-Denis Reunión           | Saint-Denis Reunión           | Saint-Denis Reunión           | Saint-Denis Reunión           | Saint-Denis Reunión           | Saint-Denis Reunión           | Saint-Denis Reunión           | Saint-Denis Reunión           | Saint-Denis Reunión           | Al-Mourada Sudán                     | Al-Mourada Sudán                     | Al-Mourada Sudán                     | Al-Mourada Sudán                     | Al-Mourada Sudán                     | Al-Mourada Sudán                     | Al-Mourada Sudán                     | Al-Mourada Sudán                     | Al-Mourada Sudán                     | Al-Mourada Sudán                     | Estadio Municipal de Benguela, Benguela Samuel Ogbemudia Stadium, Ciudad de Benín |
| 1995 | Étoile du Sahel Túnez           | 0–0 2–0      | Kaloum Star Guinea           | Malindi Tanzania              | Malindi Tanzania              | Malindi Tanzania              | Malindi Tanzania              | Malindi Tanzania              | Malindi Tanzania              | Malindi Tanzania              | Malindi Tanzania              | Malindi Tanzania              | Malindi Tanzania              | Inter Club República del Congo       | Inter Club República del Congo       | Inter Club República del Congo       | Inter Club República del Congo       | Inter Club República del Congo       | Inter Club República del Congo       | Inter Club República del Congo       | Inter Club República del Congo       | Inter Club República del Congo       | Inter Club República del Congo       | Estadio del 28 de Septiembre, Conakri Estadio Olímpico de Sousse, Sousse          |
| 1996 | KAC Marrakech Marruecos         | 1–3 2–0 (v.) | Étoile du Sahel Túnez        | Breweries Kenia               | Breweries Kenia               | Breweries Kenia               | Breweries Kenia               | Breweries Kenia               | Breweries Kenia               | Breweries Kenia               | Breweries Kenia               | Breweries Kenia               | Breweries Kenia               | Vita Club Zaire                      | Vita Club Zaire                      | Vita Club Zaire                      | Vita Club Zaire                      | Vita Club Zaire                      | Vita Club Zaire                      | Vita Club Zaire                      | Vita Club Zaire                      | Vita Club Zaire                      | Vita Club Zaire                      | Estadio Olímpico de Sousse, Sousse Estadio El Harti, Marrakech                    |
| 1997 | Espérance de Tunis Túnez        | 0–1 2–0      | Petro Atlético Luanda Angola | Kampala City Council Uganda   | Kampala City Council Uganda   | Kampala City Council Uganda   | Kampala City Council Uganda   | Kampala City Council Uganda   | Kampala City Council Uganda   | Kampala City Council Uganda   | Kampala City Council Uganda   | Kampala City Council Uganda   | Kampala City Council Uganda   | Jasper United Nigeria                | Jasper United Nigeria                | Jasper United Nigeria                | Jasper United Nigeria                | Jasper United Nigeria                | Jasper United Nigeria                | Jasper United Nigeria                | Jasper United Nigeria                | Jasper United Nigeria                | Jasper United Nigeria                | Estadio 11 de Novembro, Luanda Estadio Olímpico El Menzah, Ciudad de Túnez        |
| 1998 | CS Sfaxien Túnez                | 1–0 3–0      | Jeanne d'Arc Senegal         | Motema Pembe R.D. Congo       | Motema Pembe R.D. Congo       | Motema Pembe R.D. Congo       | Motema Pembe R.D. Congo       | Motema Pembe R.D. Congo       | Motema Pembe R.D. Congo       | Motema Pembe R.D. Congo       | Motema Pembe R.D. Congo       | Motema Pembe R.D. Congo       | Motema Pembe R.D. Congo       | Nchanga Rangers Zambia               | Nchanga Rangers Zambia               | Nchanga Rangers Zambia               | Nchanga Rangers Zambia               | Nchanga Rangers Zambia               | Nchanga Rangers Zambia               | Nchanga Rangers Zambia               | Nchanga Rangers Zambia               | Nchanga Rangers Zambia               | Nchanga Rangers Zambia               | Estadio Léopold Sédar Senghor, Dakar Stade Taïeb Mhiri, Sfax                      |
| 1999 | Étoile du Sahel Túnez           | 1–0 2–1 (v.) | WAC Casablanca Marruecos     | Zamalek · Egipto              | Zamalek · Egipto              | Zamalek · Egipto              | Zamalek · Egipto              | Zamalek · Egipto              | Zamalek · Egipto              | Zamalek · Egipto              | Zamalek · Egipto              | Zamalek · Egipto              | Zamalek · Egipto              | Canon Yaoundé Camerún                | Canon Yaoundé Camerún                | Canon Yaoundé Camerún                | Canon Yaoundé Camerún                | Canon Yaoundé Camerún                | Canon Yaoundé Camerún                | Canon Yaoundé Camerún                | Canon Yaoundé Camerún                | Canon Yaoundé Camerún                | Canon Yaoundé Camerún                | Estadio Olímpico de Sousse, Sousse Estadio Mohammed V, Casablanca                 |
| 2000 | JS Kabylie Argelia              | 1–1 0–0 (v.) | Ismaily · Egipto             | Iwuanyanwu Nationale Nigeria  | Iwuanyanwu Nationale Nigeria  | Iwuanyanwu Nationale Nigeria  | Iwuanyanwu Nationale Nigeria  | Iwuanyanwu Nationale Nigeria  | Iwuanyanwu Nationale Nigeria  | Iwuanyanwu Nationale Nigeria  | Iwuanyanwu Nationale Nigeria  | Iwuanyanwu Nationale Nigeria  | Iwuanyanwu Nationale Nigeria  | Stade d'Abidjan Costa de Marfil      | Stade d'Abidjan Costa de Marfil      | Stade d'Abidjan Costa de Marfil      | Stade d'Abidjan Costa de Marfil      | Stade d'Abidjan Costa de Marfil      | Stade d'Abidjan Costa de Marfil      | Stade d'Abidjan Costa de Marfil      | Stade d'Abidjan Costa de Marfil      | Stade d'Abidjan Costa de Marfil      | Stade d'Abidjan Costa de Marfil      | Estadio de Ismailia, Ismailia Estadio 5 de julio de 1962, Argel                   |
| 2001 | JS Kabylie Argelia              | 1–2 1–0 (v.) | Étoile du Sahel Túnez        | Africa Sports Costa de Marfil | Africa Sports Costa de Marfil | Africa Sports Costa de Marfil | Africa Sports Costa de Marfil | Africa Sports Costa de Marfil | Africa Sports Costa de Marfil | Africa Sports Costa de Marfil | Africa Sports Costa de Marfil | Africa Sports Costa de Marfil | Africa Sports Costa de Marfil | Cotonsport Garoua Camerún            | Cotonsport Garoua Camerún            | Cotonsport Garoua Camerún            | Cotonsport Garoua Camerún            | Cotonsport Garoua Camerún            | Cotonsport Garoua Camerún            | Cotonsport Garoua Camerún            | Cotonsport Garoua Camerún            | Cotonsport Garoua Camerún            | Cotonsport Garoua Camerún            | Estadio Olímpico de Sousse, Sousse Estadio 5 de julio de 1962, Argel              |
| 2002 | JS Kabylie Argelia              | 4–0 0–1      | Tonnerre Yaoundé Camerún     | Al-Masry · Egipto             | Al-Masry · Egipto             | Al-Masry · Egipto             | Al-Masry · Egipto             | Al-Masry · Egipto             | Al-Masry · Egipto             | Al-Masry · Egipto             | Al-Masry · Egipto             | Al-Masry · Egipto             | Al-Masry · Egipto             | Satellite du Plateau Costa de Marfil | Satellite du Plateau Costa de Marfil | Satellite du Plateau Costa de Marfil | Satellite du Plateau Costa de Marfil | Satellite du Plateau Costa de Marfil | Satellite du Plateau Costa de Marfil | Satellite du Plateau Costa de Marfil | Satellite du Plateau Costa de Marfil | Satellite du Plateau Costa de Marfil | Satellite du Plateau Costa de Marfil | Estadio 5 de julio de 1962, Argel Estadio Ahmadou Ahidjo, Yaundé                  |
| 2003 | Raja Casablanca Marruecos       | 2–0 0–0      | Cotonsport Garoua Camerún    | Enugu Rangers Nigeria         | Enugu Rangers Nigeria         | Enugu Rangers Nigeria         | Enugu Rangers Nigeria         | Enugu Rangers Nigeria         | Enugu Rangers Nigeria         | Enugu Rangers Nigeria         | Enugu Rangers Nigeria         | Enugu Rangers Nigeria         | Enugu Rangers Nigeria         | Club Africain Túnez                  | Club Africain Túnez                  | Club Africain Túnez                  | Club Africain Túnez                  | Club Africain Túnez                  | Club Africain Túnez                  | Club Africain Túnez                  | Club Africain Túnez                  | Club Africain Túnez                  | Club Africain Túnez                  | Estadio Mohammed V, Casablanca Estadio Roumdé Adjia, Garoua                       |

## Récords y estadísticas

### Títulos por equipo
| Club                  | Títulos | Años campeón     | Subtítulos | Años subcampeón |
| --------------------- | ------- | ---------------- | ---------- | --------------- |
| JS Kabylie            | 3       | 2000, 2001, 2002 | 0          | -               |
| Étoile du Sahel       | 2       | 1995, 1999       | 2          | 1996, 2001      |
| Shooting Stars        | 1       | 1992             | 0          | -               |
| Stella Club d'Adjamé  | 1       | 1993             | 0          | -               |
| Bendel Insurance      | 1       | 1994             | 0          | -               |
| KAC Marrakech         | 1       | 1996             | 0          | -               |
| Espérance de Tunis    | 1       | 1997             | 0          | -               |
| CS Sfaxien            | 1       | 1998             | 0          | -               |
| Raja Casablanca       | 1       | 2003             | 0          | -               |
| Villa SC              | 0       | -                | 1          | 1992            |
| Simba SC              | 0       | -                | 1          | 1993            |
| Primeiro de Maio      | 0       | -                | 1          | 1994            |
| AS Kaloum Star        | 0       | -                | 1          | 1995            |
| Petro Atlético Luanda | 0       | -                | 1          | 1997            |
| ASC Jeanne d'Arc      | 0       | -                | 1          | 1998            |
| Wydad Casablanca      | 0       | -                | 1          | 1999            |
| Ismaily SC            | 0       | -                | 1          | 2000            |
| Tonerre Yaoundé       | 0       | -                | 1          | 2002            |
| Cotonsport Garoua     | 0       | -                | 1          | 2003            |

### Títulos por país
| Club            | Títulos | Equipos campeones                                        | Subtítulos | Equipos subcampeones                        |
| --------------- | ------- | -------------------------------------------------------- | ---------- | ------------------------------------------- |
| Túnez           | 4       | Étoile du Sahel (2), Sfaxien (1), Espérance de Tunis (1) | 2          | Étoile du Sahel (2)                         |
| Argelia         | 3       | Kabylie (3)                                              | -          | -                                           |
| Marruecos       | 2       | KAC Marrakech (1), Raja Casablanca (1)                   | 1          | Wydad Casablanca (1)                        |
| Nigeria         | 2       | Bendel Insurance (1), Shooting Stars (1)                 | -          | -                                           |
| Costa de Marfil | 1       | Stella Club d'Adjamé (1)                                 | -          | -                                           |
| Angola          | -       | -                                                        | 2          | Petro Atlético (1), Primeiro de Maio (1)    |
| Camerún         | -       | -                                                        | 2          | Cotonsport Garoua (1), Tonnerre Yaoundé (1) |
| Egipto          | -       | -                                                        | 1          | Ismaily (1)                                 |
| Guinea          | -       | -                                                        | 1          | Kaloum Star (1)                             |
| Senegal         | -       | -                                                        | 1          | Jeanne d'Arc (1)                            |
| Tanzania        | -       | -                                                        | 1          | Simba (1)                                   |
| Uganda          | -       | -                                                        | 1          | Villa (1)                                   |

### Estadísticas
- Equipo con más títulos ganados:  J. S. Kabylie con 3 títulos.

- Equipo con más finales disputadas:  Étoile du Sahel con 4 finales.

- Mayor goleada registrada:
  -  Étoile du Sahel 10–0  Chingale de Tete (Primera Ronda – 2000)

- Eliminatoria con más goles convertidos:
  -  Étoile du Sahel 8–3  Saint-George SA, 11 goles (Octavos de final – 2002)